# 西褡裢岛
西褡裢岛位于中国东北地区辽东半岛东侧的黄海中，是长山群岛外长山列岛中的一座岛屿，与东褡裢岛相距仅400米，两岛间有一道连岛沙坝（北岚子）相连，属于辽宁省长海县獐子岛镇褡裢村管辖。

## 地理
西褡裢岛基本呈东西走向，长1.7千米，最宽处700米，海岸线长5.1千米，陆域面积0.662平方千米，最高点海拔83.8米。1972年，在东、西褡裢岛之间修建了连岛堤坝，铺设水泥混凝土公路，使得两岛连为一体。